# Heinrich Tessenow

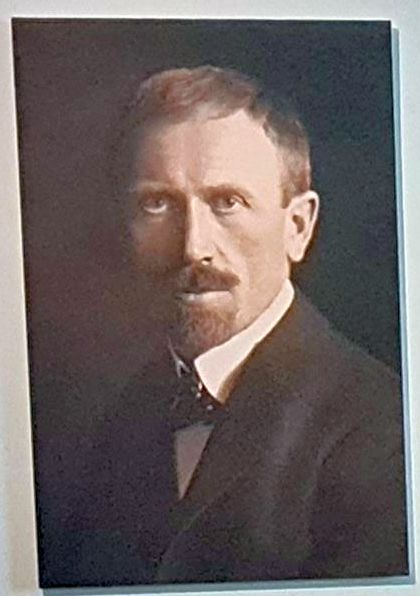
Porträt

Heinrich Joachim Helmuth Leonhard Tessenow  (* 7. April 1876 in Rostock; † 1. November 1950 in Berlin) war ein deutscher Architekt und Hochschullehrer. Tessenow zählt zu den wichtigsten Vertretern der deutschen Reformarchitektur.

## Biografie
Heinrich Tessenow wurde geboren als ältestes von mehreren Kindern des Zimmermanns Johann (Bernhard Carl) Tessenow (1850–1927) und dessen Ehefrau Louise (Maria Friederike Wilhelmine), geb. Voß (1854–1931).  Nachdem er die Mittelschule und eine Lehre absolviert hatte, arbeitete Tessenow zunächst in der Zimmerei seines Vaters und besuchte anschließend eine Baugewerkschule. Danach studierte er an der Technischen Hochschule München bei Karl Hocheder, Martin Dülfer und Friedrich von Thiersch.
Nach Abschluss seines Studiums war Tessenow zunächst als Lehrer an mehreren Baugewerkschulen tätig. In dieser Zeit, während seiner Tätigkeit an der Baugewerkeschule in Lüchow, heiratete er am 27. Dezember 1903 Elly Mathilde Charlotte Schülke. Er veröffentlichte bereits einen Artikel über die Rundlingsdörfer im Wendland. Von 1909 bis 1911 arbeitete er als Assistent Martin Dülfers an der Technischen Hochschule Dresden. Es schlossen sich Lehrtätigkeiten an den Deutschen Werkstätten Hellerau, der Gewerbeschule Trier und der Wiener Kunstgewerbeschule an.
Von 1919 bis 1943 wohnten er und seine Familie in Neubrandenburg im Tessenow-Haus, Neutorstraße 22. Von 1920 bis 1926 war er Professor der Akademie der Künste in Dresden. Er gehörte dem Vorstand der Künstlervereinigung Dresden an. Von 1926 bis 1941 war er Professor an der Technischen Hochschule Berlin, wo Albert Speer und später Karl Buttmann seine Assistenten waren. Tessenow lehrte 1934 an den Vereinigten Staatsschulen für freie und angewandte Kunst in Berlin. Er stand 1944 in der Gottbegnadeten-Liste des Reichsministeriums für Volksaufklärung und Propaganda.
Nach dem Zweiten Weltkrieg nahm er seine Lehrtätigkeit an der Technischen Hochschule Berlin wieder auf. Von 1945 bis 1947 entwarf er die Wiederaufbauplanungen für Mecklenburg und von Neubrandenburg. Einige der ersten Konzepte gelten als Vorläufer und wurden später in abgewandelter Planungs- und Formensprache aufgenommen.
Tessenow war Angehöriger des Corps Lusatia Dresden.

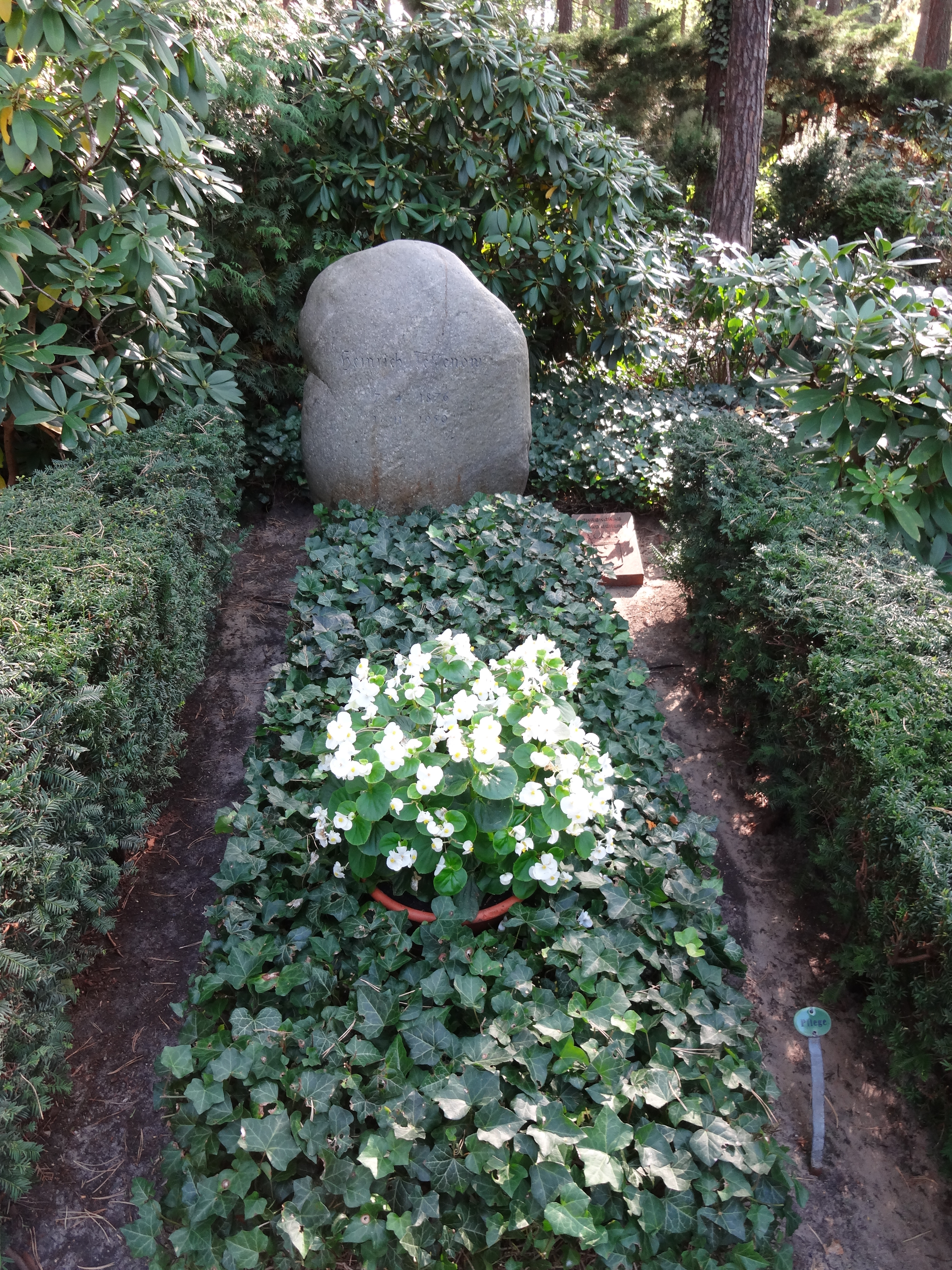
Grabstätte

Er ist auf dem Waldfriedhof Dahlem bestattet. Sein Grab ist als Ehrengrab der Stadt Berlin gewidmet.

## Werk

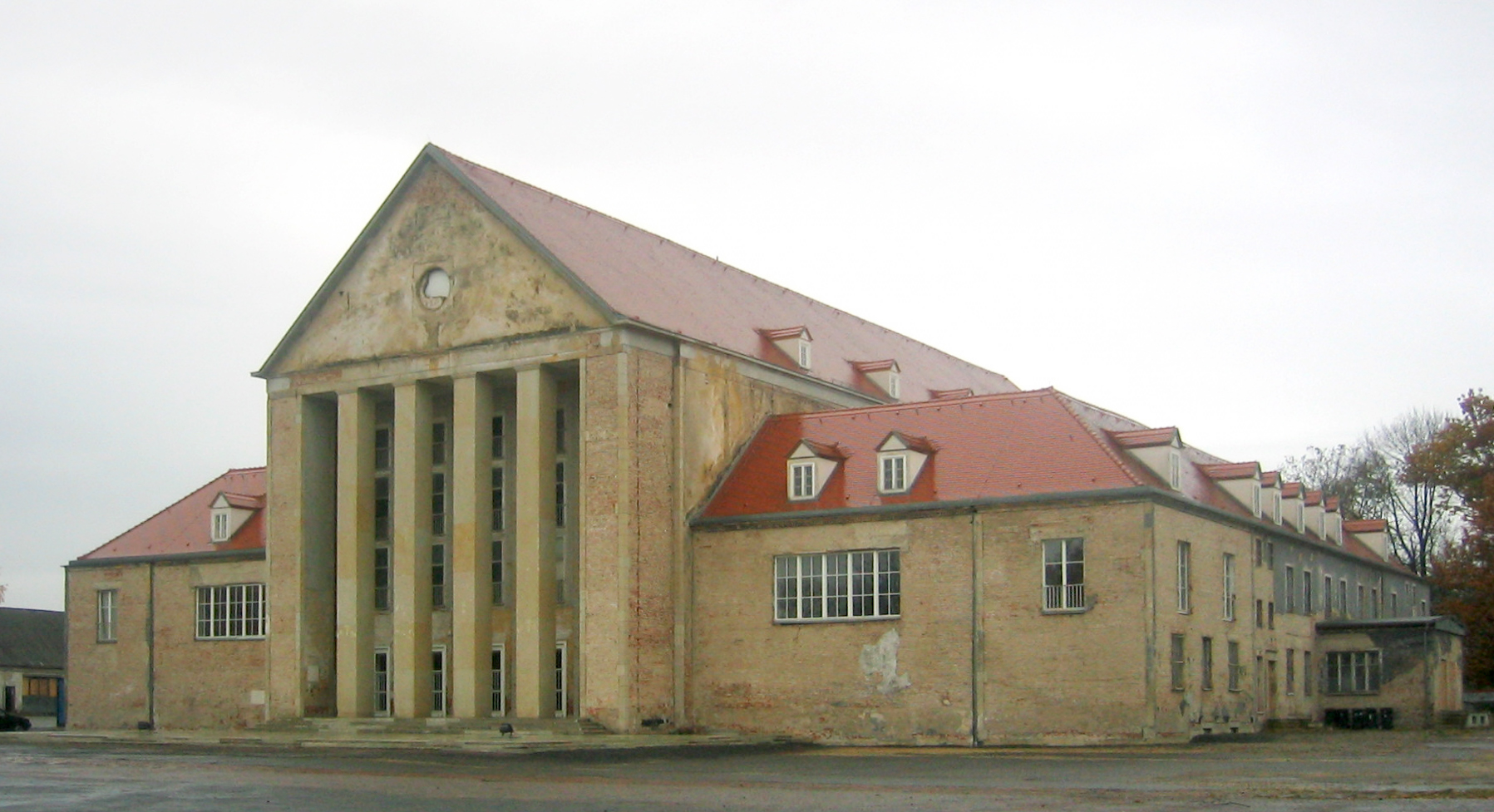
Hellerau, Festspielhaus (2003)

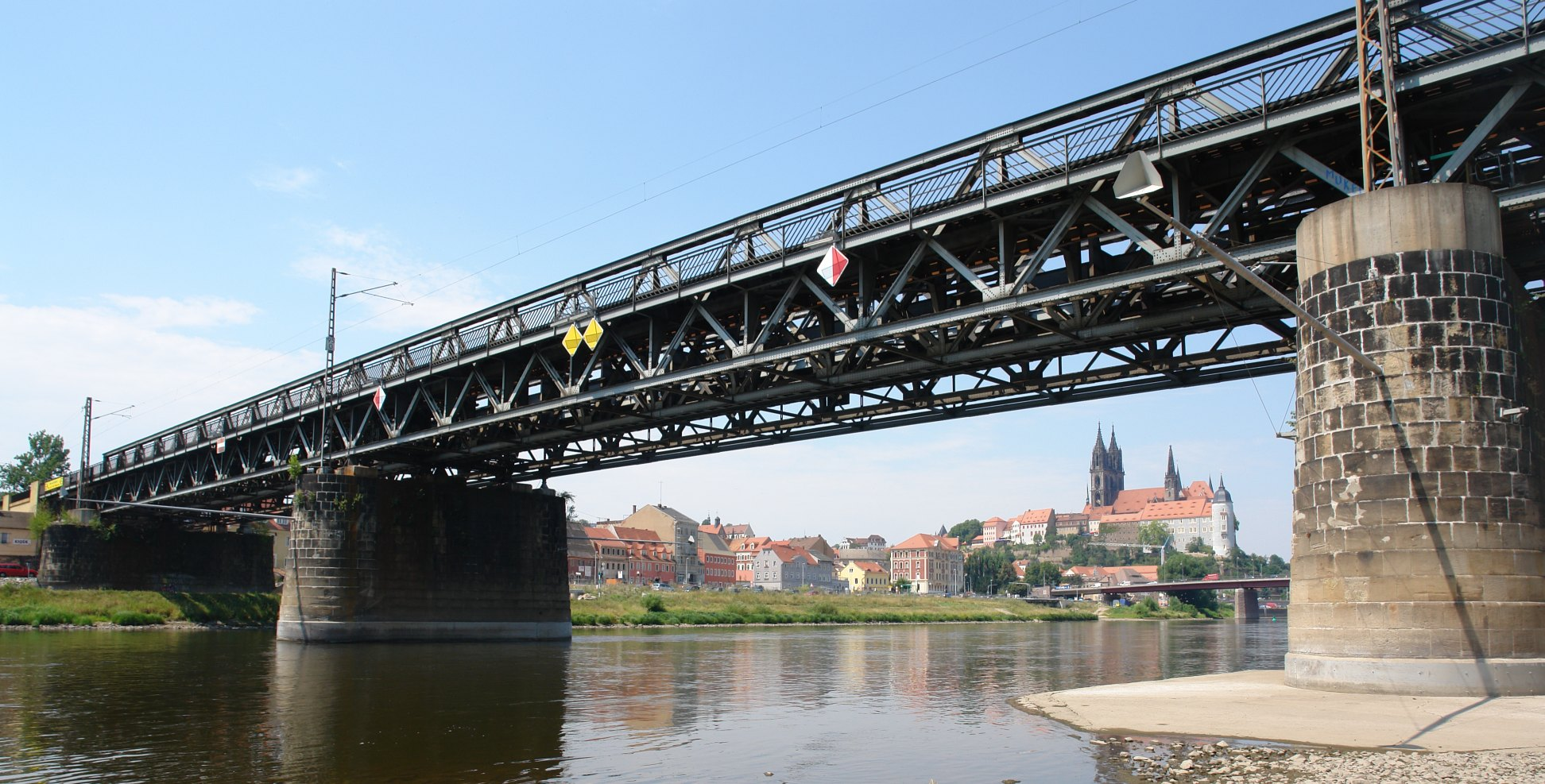
Eisenbahnbrücke über die Elbe in Meißen

Tessenow bevorzugte wie Richard Riemerschmid oder Hermann Muthesius in Hellerau die Einfachheit und Bodenständigkeit der Reformarchitektur. Berühmt ist sein Satz „das Einfache ist nicht immer das Beste; aber das Beste ist immer einfach.“

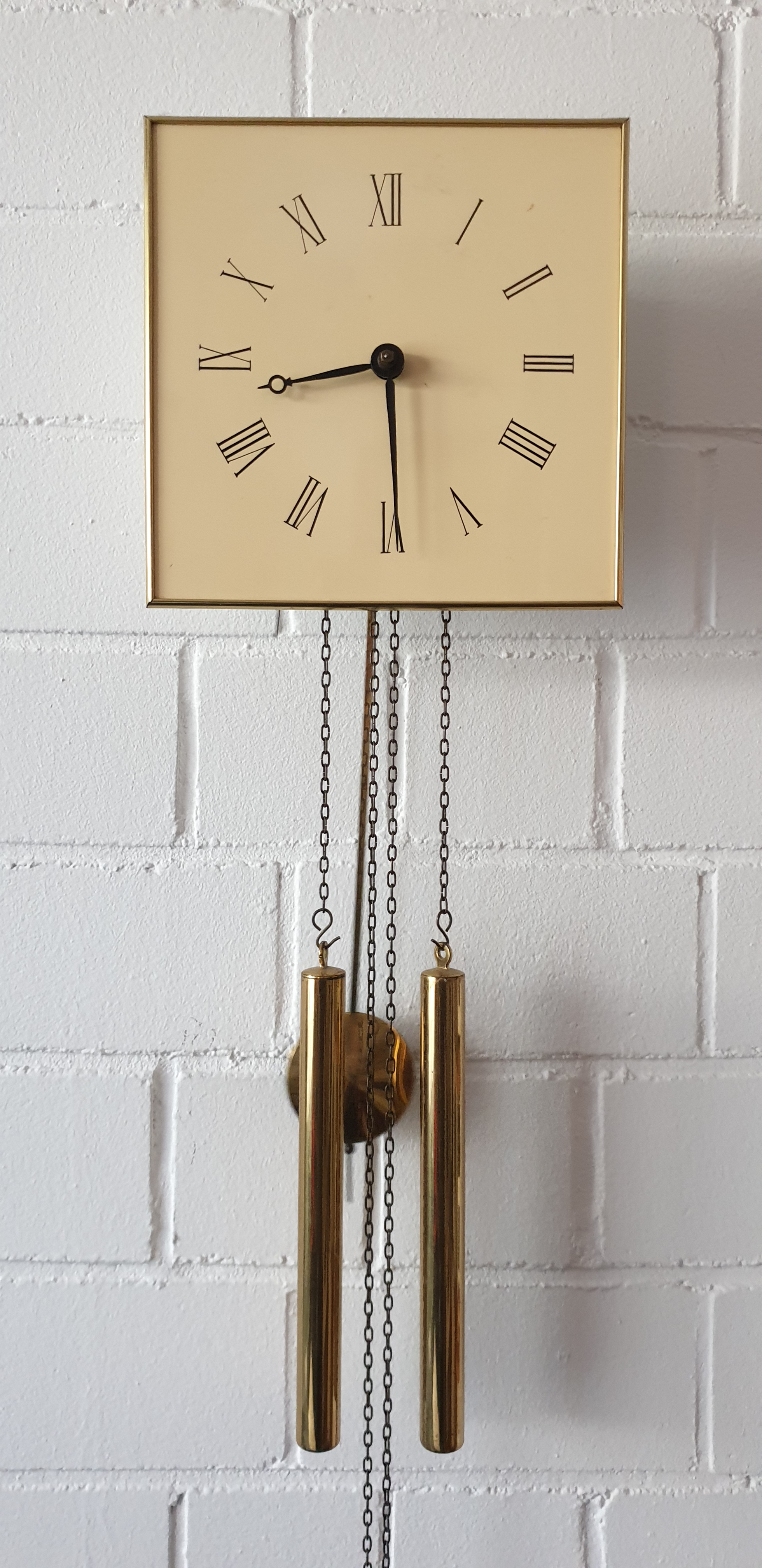
Wanduhr, entworfen 1910

Im Gegensatz zu Muthesius lehnte Tessenow jegliche bürgerlichen Normen ab. Er suchte den Urtyp des Hauses. Deshalb reduzierte er seine Bauwerke auf glatte Flächen und geometrische Grundformen. So entwarf Tessenow u. a. für die Deutschen Werkstätten Hellerau eine schlichte Wanduhr mit einem quadratischen Zifferblatt, einer Pendelmasse in Form einer runden Scheibe und zylindrischen Gewichten. Zugleich näherte er sich somit dem Rationalismus und beeinflusste Le Corbusier und Bruno Taut, die Vertreter des Neuen Bauens waren. Bruno Taut bezeichnete Tessenow 1927 sogar als „Vorreiter der Wohnhausbaureform“. Auch an Tauts Bauten in der Magdeburger Siedlung Reform ist der Einfluss von Tessenow zu erkennen.
Sein besonderes Engagement galt der Reformierung des Wohnungsbaus. Zahlreiche Gartenstadtentwürfe, Wohnhäuser und Schulen vor allem in Berlin gehören zu seinen Arbeiten. Die Gestaltung der von ihm entworfenen Gebäude war sachlich und schlicht. Die Einbettung bezahlbarer Siedlerhäuser in einen kleinen Nutzgarten war ihm wichtig. 1910 entwarf er das Haus zum Wolf in der Gartenstadt Hopfengarten für den Kunsthistoriker Paul Ferdinand Schmidt. Von 1911 bis 1912 errichtete er die Bildungsanstalt Jaques-Dalcroze (auch als Festspielhaus Hellerau bekannt) in Dresden sowie in den 1920er Jahren die Sächsische Landesschule. Im Jahr 1926 kam sein Entwurf für die Eisenbahnbrücke über die Elbe in Meißen zur Ausführung.

## Bauten und Entwürfe

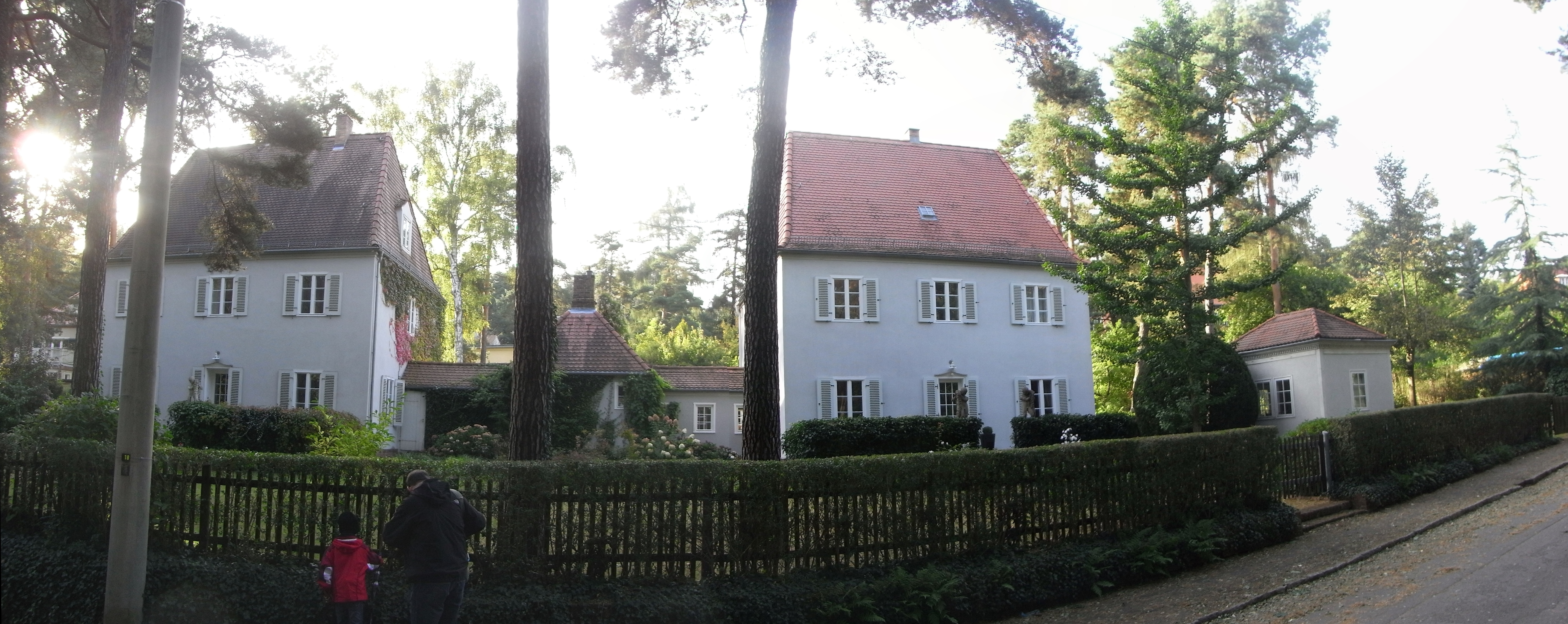
Zwei verbundene Einfamilienhäuser am Heideweg in Dresden-Hellerau

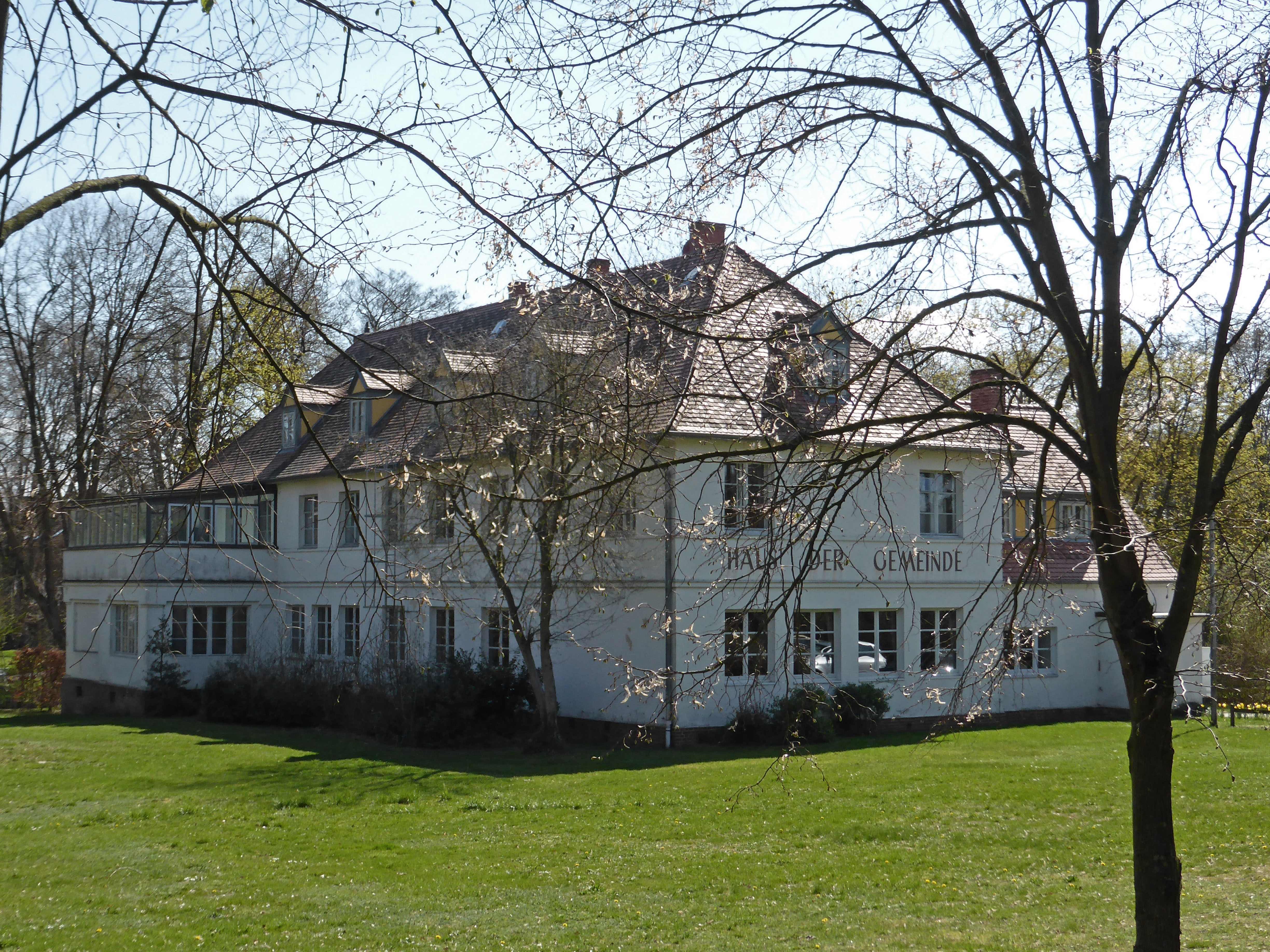
Lehrlingswohnheim in Steinhorst

- 1902–1903: Pension Schon in Sternberg, Mecklenburg
- 1905: Einfamilienhäuser in Neu-Dölau bei Halle[14]
- 1906–1907: Drei Häuser für städtische Straßenbahner in Trier (abgerissen)[15]
- 1909: Entwurf für das Haus Proppe  von Hans Proppe in Trier-Euren[16]
- 1909–1910: Villa für den Gerichtsrat Metzges in Remagen
- 1909–1910: Gartenstadt Hellerau bei Dresden
- darin 1910: Zwei verbundene Einfamilienhäuser am Heideweg in Hellerau[17]
- 1910: Gartenvorstadt Hopfengarten, Magdeburg[18]
- 1910: Haus zum Wolf für den Kunsthistoriker Paul Ferdinand Schmidt in Hopfengarten[19]
- 1910–1912: Jaques-Dalcroze-Institut, Bildungsanstalt für rhythmische Gymnastik in Dresden-Hellerau
- 1911: Einfamilien-Reihenhäuser, Gartenstadt Hohensalza in Inowrocław
- 1911–1912: Ausbildungszentrum für Lehrer in Peine
- 1911–1912: Jüdisches Lehrlingswohnheim, jetzt Haus der Gemeinde in Steinhorst (Niedersachsen)[20]
- 1912: Atelierhaus Nau Roeser in Lostau bei Magdeburg[19]
- 1913–1915: Gartenstadt Falkenberg in Berlin-Bohnsdorf, Akazienhof / Gartenstadtweg (mit Bruno Taut)[21]
- 1914: Ausstellungsräume der Wiener Kunstgewerbeschule auf der Kölner Werkbundausstellung
- 1916–1918: Landhaus Böhler bei St. Moritz (1989 abgerissen)[22]
- 1917–1920: Kriegersiedlung in Dresden-Rähnitz
- 1917: Entwurf für eine Gartenanlage im Krottenbachtal, Wien
- 1917: Siedlung Settlement in Wien 16, Effingergasse 23–19, Lienfeldergasse 20 (Mitarbeit)
- 1919: Herrensitz in Csomaháza, Ungarn
- 1920: Generalplan für eine Gartensiedlung für Wien
- 1920–1922: Siedlungen in Pößneck (Siedlung Am Gries/Karl-Liebknecht-Straße; Siedlung Am Gruneberg; Siedlung Neustädter Straße/Saalbahnstraße)
- 1921–1924: Angestelltenwohnhäuser einer Brauerei in Rannersdorf, Österreich, Stankagasse 8–19
- 1925–1926: Ausstellungsbauten für die Jahresschau Deutscher Arbeit in Dresden
- 1925–1927: Sächsische Landesschule in Klotzsche bei Dresden
- 1926: Internationale Kunstausstellung Dresden
- 1926: Eisenbahnbrücke Dresdner Straße in Meißen[23]
- 1927: Entwurf für Haus Freudenberg in Heidelberg
- 1927–1928: Siedlung Glückauf in Brieskow-Finkenheerd
- 1927–1930: Malwida-von-Meysenbug-Schule, jetzt Heinrich-Schütz-Schule in Kassel, Wilhelmshöher Allee, Freiherr-vom-Stein-Straße
- 1928: Umbau eines Wohnhauses in Berlin-Westend, Branitzer Platz 5[24]
- 1928–1929: Wohnsiedlung der Gagfah Am Fischtal in Berlin-Zehlendorf[25]
- 1929: Haus Tessenow in Berlin-Zehlendorf, Sophie-Charlotte-Straße 7[26]
- 1929–1930: Innengestaltung Stadtbad Mitte in Berlin, Gartenstraße 5[27]
- 1931: Ehrenmal für die Gefallenen des Weltkrieges in Berlin-Mitte (Neue Wache)[28]
- 1932: Entwurf für eine reformierte Kirche in Bad Karlshafen
- 1933: Wohnsiedlung für Offiziere und Mitarbeiter der Flakartillerieschule auf der Halbinsel Wustrow bei Rerik[29]
- 1935: Verwaltungsgebäude der Firma Vereinigte Ölfabriken Hubbe und Farenholtz in Magdeburg[19]
- 1935: Ehrenmal des Gaues Mecklenburg-Stargard 1914–18 in Neubrandenburg 1935 (durch Neuausstattung und Umwidmung des 1823 von Friedrich Wilhelm Buttel errichteten Belvedere)
- 1936: Entwurf für die Ausgestaltung des Trommelplatzes in Königsberg
- 1936: Wettbewerbsentwurf für das Kraft durch Freude-Seebad Prora auf Rügen
- 1936–1939: Hindenburg-Ehrenmal und Hindenburg-Kaserne auf dem Cracauer Anger in Herrenkrug[19]
- 1940–1941: Entwurf für eine Wohnsiedlung der Junkers Flugzeug- und Motorenwerke in Magdeburg[19]
- 1943–1944: eigenes Landhaus in Siemitz bei Güstrow
- 1945–1947: Wiederaufbauplanung für Mecklenburg und Lübeck

## Ehrungen

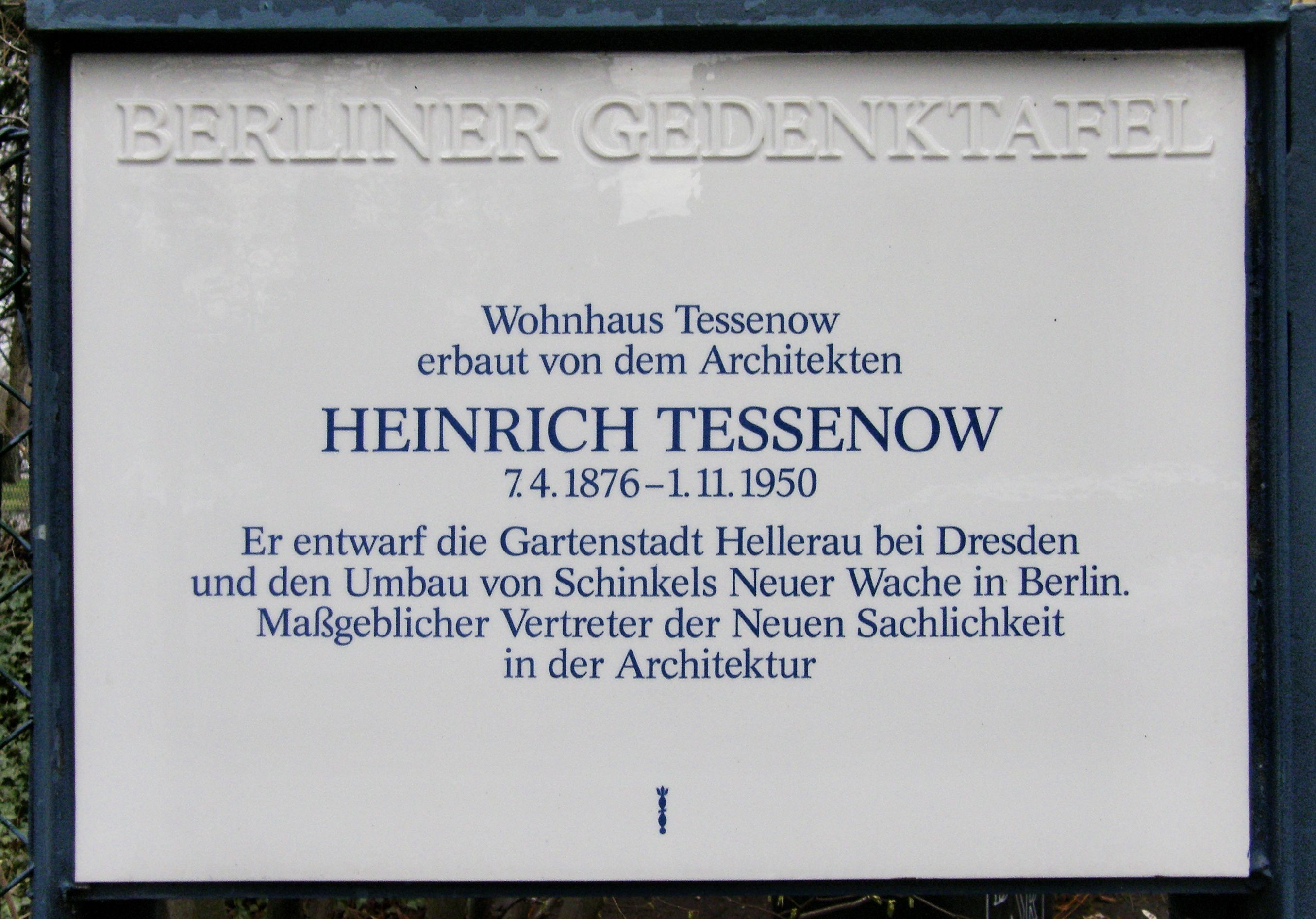
Berliner Gedenktafel an Tessenows ehemaligem Wohnhaus in Berlin-Zehlendorf, Sophie-Charlotte-Straße 7

- 1919: Verleihung der Ehrendoktorwürde durch die Universität Rostock[30]
- 1927: Ehrenmitgliedschaft der Vereinigung Rostocker Künstler (sowie Sonderausstellung 1929 in Rostock)[31]
- In Hannover,[32] Berlin, Magdeburg, Trier, Rostock und Dresden-Hellerau tragen Straßen und Wege seinen Namen.
- Die Heinrich-Tessenow-Gesellschaft veranstaltete 1958 in Osnabrück eine Gedächtnis-Ausstellung.[33]
- Im Gedenken an Heinrich Tessenow wird seit 1963 jährlich die Heinrich-Tessenow-Medaille verliehen.

## Veröffentlichungen
- Zimmermannsarbeiten. Entwürfe für Holzbauten. Callwey, München 1907.
- Der Wohnhausbau. Callwey, München 1909.
- Handwerk und Kleinstadt. Cassirer, Berlin 1919.
- Das Land in der Mitte: ein Vortrag. Hegner, Hellerau bei Dresden 1921 (Digitalisat).
- Hausbau und dergleichen. Mit 107 Zeichnungen und Photographien eigener Arbeiten von Heinrich Tessenow. Bruno Cassirer, Berlin 1916 (ein Digitalisat dieser ersten Ausgabe findet sich auch im Internet Archive).
- Geschriebenes. Gedanken eines Baumeisters (= Bauwelt Fundamente, Band 61). Herausgegeben von Otto Kindt. Vieweg, Braunschweig/Wiesbaden 1982, ISBN 3-528-08761-7.
- Ich verfolgte bestimmte Gedanken … Dorf, Stadt, Großstadt – was nun? Herausgegeben von Otto Kindt. Thomas Helms Verlag, Schwerin 1996, ISBN 3-931185-17-6.
- Nachdenkliches. Herausgegeben von Otto Kindt. Thomas Helms Verlag, Schwerin 2000, ISBN 3-931185-20-6.